# 六氟乙酰丙酮
六氟乙酰丙酮是一种有机化合物，化学式为CF3C(O)CH2C(O)CF3，可简写为hfacH。它是无色液体，可作为配体并用于金属化学气相沉积。它只以烯醇（CF3C(OH)=CHC(O)CF3）的形式存在，而相应的乙酰丙酮仅含85%的烯醇异构。相比乙酰丙酮金属配合物，六氟乙酰丙酮和金属形成的配合物有较高的挥发性和路易斯酸性。由于它是强亲电试剂，它在水中可以形成四醇。
它最初由三氟乙酸乙酯和1,1,1-三氟丙酮的缩合反应制得。它和1,2-苯二胺在三氟甲磺酸铁的催化下于DMF中加热反应，可以得到2-三氟甲基苯并咪唑。

## 相关物质
六氟乙酰丙酮是乙酰丙酮两端甲基的六个氢被氟取代的产物，即1,1,1,5,5,5-六氟乙酰丙酮，尽管根据价键也可形成1,1,1,3,5,5-、1,1,3,3,5,5-或1,1,1,3,3,5-取代的同分异构体，但这三种物质尚未被发现。更多氟取代的1,1,1,3,5,5,5-七氟乙酰丙酮（CAS：77968-17-3）（异构体未知）和八氟乙酰丙酮（CAS：87291-32-5）已有文献报道。